# Campeonato Europeo de Baloncesto Femenino Sub-20 de 2017
El Campeonato Europeo Sub-20 de Baloncesto Femenino de 2017 fue la decimosexta edición del campeonato europeo de baloncesto para selecciones nacionales femeninas sub-20. 16 equipos participaron en el campeonato, disputado en Matosinhos, Portugal, del 8 al 16 de julio de 2017. Un total de dieciséis nacionales afiliadas a FIBA Europa compitieron por el título de campeón europeo,  cuyo anterior portador era el equipo de España, vencedor de la edición anterior.
La selección de España se adjudicó la medalla de oro al derrotar en la final al equipo de Eslovenia con un marcador de 73-63.  En el partido por el tercer puesto el conjunto de Rusia venció al de Francia.

## Equipos participantes
Tras el descenso en la edición anterior de Grecia, Eslovaquia y Alemania, ascendieron Eslovenia, como ganadora de la División B del Campeonato Europeo de Baloncesto Femenino Sub-20 de 2016; Lituania, como subcampeonas de la misma; y Hungría, como tercer clasificado.
- Bélgica
- Bosnia y Herzegovina
- Eslovenia (1º)
- España
- Francia
- Hungría (3º)
- Italia
- Letonia
- Lituania (2º)
- Países Bajos
- Polonia
- Portugal
- Rusia
- Serbia
- Suecia
- Turquía

## Organización

### Sedes
| Matosinhos                       | Matosinhos                    | Matosinhos |
| Centro de Desportos e Congressos | Pavilhão Municipal de Guifões | Matosinhos |
| Capacidad: 4 300                 | Capacidad: 750                | Matosinhos |
|                                  |                               | Matosinhos |

### Sorteo de grupos
Los grupos quedaron distribuidos de la siguiente forma:
| Grupo A                       | Grupo B                              | Grupo C                                        | Grupo D                           |
| ----------------------------- | ------------------------------------ | ---------------------------------------------- | --------------------------------- |
| Bélgica España Polonia Suecia | Italia Letonia Lituania Portugal (H) | Bosnia y Herzegovina Eslovenia Francia Hungría | Países Bajos Rusia Serbia Turquía |

### Formato
Fase de grupos
En la primera ronda, los equipos se dividieron en cuatro grupos de cuatro equipos cada uno. Todos los equipos avanzan a los playoffs.
Playoffs
Los equipos se enfrentan entre sí (A1-B4, A2-B3, A3-B2 y A4-B1 y C1-D4, C2-D3, C3-D2 y C4-D1). Los ganadores de cada enfrentamiento pasan a cuartos de final, y los perdedores, al cuadro por el 9.º-16.º lugar. En cuartos de final, los ganadores avanzan a semifinales, y los perdedores, al cuadro por el 5.º-8.º puesto.

## Fase de grupos
Todos los horarios corresponden al huso horario local (Horario de verano de Europa occidental – UTC+1).

### Grupo A
| Pos. | Equipo  | PJ | G | P | PF  | PC  | DP  | Pts |
| ---- | ------- | -- | - | - | --- | --- | --- | --- |
| 1    | España  | 3  | 3 | 0 | 236 | 143 | +93 | 6   |
| 2    | Polonia | 3  | 2 | 1 | 194 | 167 | +27 | 5   |
| 3    | Bélgica | 3  | 1 | 2 | 157 | 198 | −41 | 4   |
| 4    | Suecia  | 3  | 0 | 3 | 146 | 225 | −79 | 3   |

 Fuente: FIBA
Jornada 1
| 8 de julio | Suecia                                                     | 63–73                                | Bélgica                                                 | Matosinhos |  |
| 14:00      | Parciales: 13–27, 16–21, 17–6, 17–19                       | Parciales: 13–27, 16–21, 17–6, 17–19 | Parciales: 13–27, 16–21, 17–6, 17–19                    | |  |
|            | Estadísticas Wadling 21 Wadling 13 Stocklassa 6 Wadling 28 | Reporte Pts Reb Asts Val             | Estadísticas 24 Henket 10 Mununga 10 Ramette 24 Ramette | Pabellón: Pavilhão Municipal de Guifões Asistencia: 80 espectadores Árbitros: Ivana Ivanović Maka Kupatadze Anthonie Sinterniklaas |  |

| 8 de julio | Polonia                                                     | 59–84                                 | España                                                                  | Matosinhos |  |
| 20:45      | Parciales: 15–17, 13–22, 17–17, 14–28                       | Parciales: 15–17, 13–22, 17–17, 14–28 | Parciales: 15–17, 13–22, 17–17, 14–28                                   | |  |
|            | Estadísticas Puc 16 Puc, Parzeńska 6 Szloser 4 Parzenska 12 | Reporte Pts Reb Asts Val              | Estadísticas 27 Salvadores 7 I. López 4 Raventós, Cazorla 28 Salvadores | Pabellón: Pavilhão Municipal de Guifões Asistencia: 70 espectadores Árbitros: Gentian Cici Igor Demenkov Sarty Nghixulifwa |  |

Jornada 2
| 9 de julio | España                                                     | 87–48                                | Suecia                                                                       | Matosinhos |  |
| 16:15      | Parciales: 12–7, 23–16, 27–13, 25–12                       | Parciales: 12–7, 23–16, 27–13, 25–12 | Parciales: 12–7, 23–16, 27–13, 25–12                                         | |  |
|            | Estadísticas Ginzo 18 I. López 8 Cazorla, Conde 4 Ginzo 24 | Reporte Pts Reb Asts Val             | Estadísticas 9 Karaoglan, Wadling 4 tres jugadoras 4 Karaoglan 12 Stocklassa | Pabellón: Centro de Desportos e Congressos Asistencia: 700 espectadores Árbitros: Tomas Jasevičius Tamás Földhazi Viola Györgyi |  |

| 9 de julio | Bélgica                                                                   | 48–70                                | Polonia                                         | Matosinhos |  |
| 20:45      | Parciales: 12–21, 15–18, 14–18, 7–13                                      | Parciales: 12–21, 15–18, 14–18, 7–13 | Parciales: 12–21, 15–18, 14–18, 7–13            | |  |
|            | Estadísticas Résimont 20 Ramette, Mununga 8 Ramette 7 Résimont, Geldof 12 | Reporte Pts Reb Asts Val             | Estadísticas 18 Puc 10 Puc 9 Niemojewska 28 Puc | Pabellón: Centro de Desportos e Congressos Asistencia: 500 espectadores Árbitros: Marko Vuckovic Mila Čavara Sergey Mikhaylov |  |

Jornada 3
| 10 de julio | España                                                      | 65–36                              | Bélgica                                                       | Matosinhos                                                                                          |  |
| 16:15       | Parciales: 14–9, 13–14, 20–7, 18–6                          | Parciales: 14–9, 13–14, 20–7, 18–6 | Parciales: 14–9, 13–14, 20–7, 18–6                            | |  |
|             | Estadísticas Conde 18 Araújo 8 Martiáñez 3 Conde, Araújo 18 | Reporte Pts Reb Asts Val           | Estadísticas 14 Mununga 8 Mununga 2 tres jugadoras 16 Mununga | Pabellón: Centro de Desportos e Congressos Árbitros: Radomir Vojinovic Ivana Ivanovic Nuno Monteiro |  |

| 10 de julio | Suecia                                                             | 35–65                              | Polonia                                                             | Matosinhos |  |
| 18:30       | Parciales: 7–12, 9–14, 9–17, 10–22                                 | Parciales: 7–12, 9–14, 9–17, 10–22 | Parciales: 7–12, 9–14, 9–17, 10–22                                  | |  |
|             | Estadísticas Karaoglan, Camber 9 Dahl 6 Danielsson 3 Stocklassa 11 | Reporte Pts Reb Asts Val           | Estadísticas 15 Parzeńska 7 Parzeńska 3 tres jugadoras 18 Parzeńska | Pabellón: Pavilhão Municipal de Guifões Asistencia: 200 espectadores Árbitros: Özlem Yalman Gentian Cici Igor Demenkov |  |

### Grupo B
| Pos. | Equipo   | PJ | G | P | PF  | PC  | DP  | Pts |
| ---- | -------- | -- | - | - | --- | --- | --- | --- |
| 1    | Italia   | 3  | 3 | 0 | 196 | 171 | +25 | 6   |
| 2    | Portugal | 3  | 2 | 1 | 198 | 195 | +3  | 5   |
| 3    | Letonia  | 3  | 1 | 2 | 200 | 205 | −5  | 4   |
| 4    | Lituania | 3  | 0 | 3 | 196 | 219 | −23 | 3   |

 Fuente: FIBA
Jornada 1
| 8 de julio | Letonia                                                        | 78–66                                 | Lituania                                                    | Matosinhos |  |
| 16:15      | Parciales: 21–17, 22–17, 22–19, 13–13                          | Parciales: 21–17, 22–17, 22–19, 13–13 | Parciales: 21–17, 22–17, 22–19, 13–13                       | |  |
|            | Estadísticas D. Strautmane 15 Dreimane 10 Kudule 6 Dreimane 18 | Reporte Pts Reb Asts Val              | Estadísticas 26 Juškaitė 12 Juškaitė 4 Knyzaitė 23 Juškaitė | Pabellón: Pavilhão Municipal de Guifões Asistencia: 50 espectadores Árbitros: Radomir Vojinović Mila Čavara Özlem Yalman |  |

| 8 de julio | Portugal                                                               | 55–59                                 | Italia                                        | Matosinhos |  |
| 18:30      | Parciales: 20–17, 11–12, 14–20, 10–10                                  | Parciales: 20–17, 11–12, 14–20, 10–10 | Parciales: 20–17, 11–12, 14–20, 10–10         | |  |
|            | Estadísticas Gonçalves 18 Gonçalves, Costa 9 Bernardeco 4 Gonçalves 20 | Reporte Pts Reb Asts Val              | Estadísticas 16 Pan 23 Andrè 4 Porcu 27 Andrè | Pabellón: Centro de Desportos e Congressos Asistencia: 1000 espectadores Árbitros: Marko Vuckovic Tamás Földhazi Ivan Miličević |  |

Jornada 2
| 9 de julio | Italia                                          | 67–55                                | Letonia                                                                                   | Matosinhos |  |
| 14:00      | Parciales: 21–13, 14–20, 15–8, 17–14            | Parciales: 21–13, 14–20, 15–8, 17–14 | Parciales: 21–13, 14–20, 15–8, 17–14                                                      | |  |
|            | Estadísticas Andrè 15 Andrè 14 Porcu 4 Andrè 23 | Reporte Pts Reb Asts Val             | Estadísticas 23 D. Strautmane 9 P. Strautmane 3 P. Strautmane, Pavelsone 28 D. Strautmane | Pabellón: Centro de Desportos e Congressos Asistencia: 200 espectadores Árbitros: Francisco Araña Vincent Delestrée Jelena Tomic |  |

| 9 de julio | Lituania                                                          | 69–71                                 | Portugal                                                         | Matosinhos |  |
| 18:30      | Parciales: 18–22, 12–20, 22–15, 17–14                             | Parciales: 18–22, 12–20, 22–15, 17–14 | Parciales: 18–22, 12–20, 22–15, 17–14                            | |  |
|            | Estadísticas Jurčiūtė 25 Jurčiūtė 10 tres jugadoras 3 Jurčiūtė 22 | Reporte Pts Reb Asts Val              | Estadísticas 21 Gonçalves 5 Carvalheira 5 Gonçalves 20 Gonçalves | Pabellón: Centro de Desportos e Congressos Asistencia: 1000 espectadores Árbitros: Gentian Cici Ivana Ivanović Michał Proc |  |

Jornada 3
| 10 de julio | Italia                                              | 70–61                                | Lituania                                                                                | Matosinhos |  |
| 14:00       | Parciales: 16–9, 19–14, 17–22, 18–16                | Parciales: 16–9, 19–14, 17–22, 18–16 | Parciales: 16–9, 19–14, 17–22, 18–16                                                    | |  |
|             | Estadísticas Keys 14 Ortolani 12 Santucci 6 Keys 20 | Reporte Pts Reb Asts Val             | Estadísticas 13 Slavickaitė, Bobinaitė 6 Bobinaitė 2 Gudelionytė, Knyzaitė 16 Bobinaitė | Pabellón: Pavilhão Municipal de Guifões Asistencia: 75 espectadores Árbitros: Vasiliki Tsaroucha Tamás Földhazi Ivan Miličević |  |

| 10 de julio | Letonia                                                                         | 67–72 TE                                         | Portugal                                                           | Matosinhos |  |
| 20:45       | Parciales: 9–9, 22–16, 13–21, 15–13 (T.E.: 8–13)                                | Parciales: 9–9, 22–16, 13–21, 15–13 (T.E.: 8–13) | Parciales: 9–9, 22–16, 13–21, 15–13 (T.E.: 8–13)                   | |  |
|             | Estadísticas D. Strautmane 20 P. Strautmane 10 P. Strautmane 4 D. Strautmane 21 | Reporte Pts Reb Asts Val                         | Estadísticas 32 Gonalves 11 Costa 5 Bernardeco 22 Gonçalves, Costa | Pabellón: Pavilhão Municipal de Guifões Asistencia: 500 espectadores Árbitros: Marko Vuckovic Mila Čavara Anthonie Sinterniklaas |  |

### Grupo C
| Pos. | Equipo               | PJ | G | P | PF  | PC  | DP  | Pts |
| ---- | -------------------- | -- | - | - | --- | --- | --- | --- |
| 1    | Eslovenia            | 3  | 2 | 1 | 205 | 183 | +22 | 5   |
| 2    | Hungría              | 3  | 2 | 1 | 238 | 224 | +14 | 5   |
| 3    | Francia              | 3  | 2 | 1 | 209 | 216 | −7  | 5   |
| 4    | Bosnia y Herzegovina | 3  | 0 | 3 | 202 | 231 | −29 | 3   |

 Fuente: FIBA
Notas:
1. 1 2 3  Eslovenia: 3 pts. (1–1), +18 DP; Hungría: 3 pts. (1–1), -1 DP; Francia: 3 pts. (1–1), -17 DP

Jornada 1
| 8 de julio | Bosnia y Herzegovina                                                  | 57–61                                | Eslovenia                                                   | Matosinhos |  |
| 14:00      | Parciales: 8–17, 19–15, 16–19, 14–10                                  | Parciales: 8–17, 19–15, 16–19, 14–10 | Parciales: 8–17, 19–15, 16–19, 14–10                        | |  |
|            | Estadísticas Brčaninović 20 Kovačević 12 Brčaninović 6 Brčaninović 20 | Reporte Pts Reb Asts Val             | Estadísticas 22 Friškovec 13 Seničar 3 Prezelj 28 Friškovec | Pabellón: Centro de Desportos e Congressos Asistencia: 200 espectadores Árbitros: Vasiliki Tsaroucha Sergey Mikhaylov Michał Proc |  |

| 8 de julio | Hungría                                       | 86–65                                 | Francia                                                 | Matosinhos |  |
| 18:30      | Parciales: 25–19, 26–15, 19–17, 16–14         | Parciales: 25–19, 26–15, 19–17, 16–14 | Parciales: 25–19, 26–15, 19–17, 16–14                   | |  |
|            | Estadísticas Aho 21 Kuttor 10 Studer 9 Aho 28 | Reporte Pts Reb Asts Val              | Estadísticas 14 Bankolé 11 Bankolé 4 Berkani 18 Bankolé | Pabellón: Pavilhão Municipal de Guifões Asistencia: 100 espectadores Árbitros: Tomas Jasẽvičius Samira Barrima Vincent Delestrée |  |

Jornada 2
| 9 de julio | Francia                                                                    | 73–63                                 | Bosnia y Herzegovina                                             | Matosinhos |  |
| 14:00      | Parciales: 13–15, 23–19, 18–19, 19–10                                      | Parciales: 13–15, 23–19, 18–19, 19–10 | Parciales: 13–15, 23–19, 18–19, 19–10                            | |  |
|            | Estadísticas Bankolé 18 Djaldi-Tabdi 12 cuatro jugadoras 3 Djaldi-Tabdi 26 | Reporte Pts Reb Asts Val              | Estadísticas 37 Brčaninović 10 Krakić 4 Kovačević 24 Brčaninović | Pabellón: Pavilhão Municipal de Guifões Asistencia: 50 espectadores Árbitros: Özlem Yalman Martynas Gudas Sarty Nghixulifwa |  |

| 9 de julio | Eslovenia                                               | 77–55                                 | Hungría                                         | Matosinhos |  |
| 18:30      | Parciales: 27–15, 21–11, 16–16, 13–13                   | Parciales: 27–15, 21–11, 16–16, 13–13 | Parciales: 27–15, 21–11, 16–16, 13–13           | |  |
|            | Estadísticas Prezelj 25 Seničar 15 Seničar 4 Seničar 21 | Reporte Pts Reb Asts Val              | Estadísticas 20 Török 6 Török 4 Studer 16 Török | Pabellón: Pavilhão Municipal de Guifões Asistencia: 10 espectadores Árbitros: Arnis Ozols Nuno Monteiro Anthonie Sinterniklaas |  |

Jornada 3
| 10 de julio | Francia                                                         | 71–67                                 | Eslovenia                                                    | Matosinhos |  |
| 14:00       | Parciales: 24–25, 17–16, 10–11, 20–15                           | Parciales: 24–25, 17–16, 10–11, 20–15 | Parciales: 24–25, 17–16, 10–11, 20–15                        | |  |
|             | Estadísticas Berkani 18 Djaldi-Tabdi 14 Muzet 6 Djaldi-Tabdi 15 | Reporte Pts Reb Asts Val              | Estadísticas 20 Seničar 9 Ocvirk 2 tres jugadoras 24 Seničar | Pabellón: Centro de Desportos e Congressos Asistencia: 300 espectadores Árbitros: Francisco Araña Maka Kupatadze Sergey Mikhaylov |  |

| 10 de julio | Bosnia y Herzegovina                                           | 82–97                                 | Hungría                                          | Matosinhos |  |
| 20:45       | Parciales: 22–18, 20–29, 17–23, 23–27                          | Parciales: 22–18, 20–29, 17–23, 23–27 | Parciales: 22–18, 20–29, 17–23, 23–27            | |  |
|             | Estadísticas Brčaninović 29 Krakić 8 Domuzin 12 Brčaninović 26 | Reporte Pts Reb Asts Val              | Estadísticas 31 Studer 10 Kuttor 8 Aho 39 Studer | Pabellón: Centro de Desportos e Congressos Asistencia: 50 espectadores Árbitros: Vincent Delestrée Samira Barrima Jelena Tomic |  |

### Grupo D
| Pos. | Equipo       | PJ | G | P | PF  | PC  | DP  | Pts |
| ---- | ------------ | -- | - | - | --- | --- | --- | --- |
| 1    | Rusia        | 3  | 3 | 0 | 242 | 204 | +38 | 6   |
| 2    | Países Bajos | 3  | 1 | 2 | 227 | 229 | −2  | 4   |
| 3    | Serbia       | 3  | 1 | 2 | 209 | 213 | −4  | 4   |
| 4    | Turquía      | 3  | 1 | 2 | 185 | 217 | −32 | 4   |

 Fuente: FIBA
Notas:
1. 1 2 3  Países Bajos: 3 pts. (1–1), +3 DP; Serbia: 3 pts. (1–1), -1 DP; Turquía: 3 pts. (1–1), -2 DP

Jornada 1
| 8 de julio | Turquía                                                  | 68–74                                 | Países Bajos                                                | Matosinhos |  |
| 16:15      | Parciales: 17–14, 16–15, 17–24, 18–21                    | Parciales: 17–14, 16–15, 17–24, 18–21 | Parciales: 17–14, 16–15, 17–24, 18–21                       | |  |
|            | Estadísticas Deniz 18 cuatro jugadoras 5 Uzun 3 Deniz 19 | Reporte Pts Reb Asts Val              | Estadísticas 23 Boonstra 14 Boonstra 5 Boonstra 36 Boonstra | Pabellón: Centro de Desportos e Congressos Asistencia: 600 espectadores Árbitros: Arnis Ozols Martynas Gudas Jelena Tomic |  |

| 8 de julio | Serbia                                          | 72–75                                 | Rusia                                                                    | Matosinhos |  |
| 20:45      | Parciales: 19–10, 15–19, 21–27, 17–19           | Parciales: 19–10, 15–19, 21–27, 17–19 | Parciales: 19–10, 15–19, 21–27, 17–19                                    | |  |
|            | Estadísticas Zec 28 Đorđević 6 Katanić 4 Zec 27 | Reporte Pts Reb Asts Val              | Estadísticas 21 Shabanova 7 tres jugadoras 4 tres jugadoras 20 Shabanova | Pabellón: Centro de Desportos e Congressos Asistencia: 500 espectadores Árbitros: Francisco Araña Viola Györgyi Nuno Monteiro |  |

Jornada 2
| 9 de julio | Países Bajos                                                            | 72–75                                | Serbia                                                       | Matosinhos |  |
| 16:15      | Parciales: 15–28, 26–11, 15–9, 16–27                                    | Parciales: 15–28, 26–11, 15–9, 16–27 | Parciales: 15–28, 26–11, 15–9, 16–27                         | |  |
|            | Estadísticas Westerik 14 van Schie, Peek 6 tres jugadoras 3 Boonstra 21 | Reporte Pts Reb Asts Val             | Estadísticas 19 Bogićević 16 Đorđević 6 Katanić 25 Bogicevic | Pabellón: Pavilhão Municipal de Guifões Asistencia: 50 espectadores Árbitros: Vincent Delestrée Maka Kupatadze Ivan Miličević |  |

| 9 de julio | Rusia                                                                        | 81–51                                | Turquía                                                 | Matosinhos |  |
| 20:45      | Parciales: 18–10, 17–7, 25–17, 21–17                                         | Parciales: 18–10, 17–7, 25–17, 21–17 | Parciales: 18–10, 17–7, 25–17, 21–17                    | |  |
|            | Estadísticas Glonti, Shabanova 11 Glonti, Shabanova 5 Kozik 7 O. Frolkina 14 | Reporte Pts Reb Asts Val             | Estadísticas 12 Uzun 6 Uzun 2 cinco jugadoras 8 Korkmaz | Pabellón: Pavilhão Municipal de Guifões Asistencia: 30 espectadores Árbitros: Radomir Vojinović Samira Barrima Vasiliki Tsaroucha |  |

Jornada 3
| 10 de julio | Turquía                                       | 66–62                                | Serbia                                              | Matosinhos |  |
| 16:15       | Parciales: 13–21, 25–18, 19–12, 9–11          | Parciales: 13–21, 25–18, 19–12, 9–11 | Parciales: 13–21, 25–18, 19–12, 9–11                | |  |
|             | Estadísticas Uzun 21 Güçlü 12 Yaya 4 Güçlü 19 | Reporte Pts Reb Asts Val             | Estadísticas 17 Nogić 10 Bogićević 6 Nogić 16 Nogić | Pabellón: Pavilhão Municipal de Guifões Asistencia: 150 espectadores Árbitros: Tomas Jasevičius Sarty Nghixulifwa Michał Proc |  |

| 10 de julio | Rusia                                                         | 86–81                                 | Países Bajos                                                                     | Matosinhos |  |
| 18:30       | Parciales: 18–23, 23–27, 21–14, 24–17                         | Parciales: 18–23, 23–27, 21–14, 24–17 | Parciales: 18–23, 23–27, 21–14, 24–17                                            | |  |
|             | Estadísticas O. Frolkina 20 E. Frolkina 9 Burovaya 9 Kozik 23 | Reporte Pts Reb Asts Val              | Estadísticas 12 den Heeten, van Schie 7 Westerik 4 Hordijk, Driesen 17 van Schie | Pabellón: Centro de Desportos e Congressos Asistencia: 50 espectadores Árbitros: Arnis Ozols Martynas Gudas Viola Györgyi |  |

## Cuadro final
Todos los horarios corresponden al huso horario local (Horario de verano de Europa occidental – UTC+1).
|  | Octavos de final     | Octavos de final |           |         | Cuartos de final | Cuartos de final |  |              | Semifinales | Semifinales |       |              | Final        | Final       |  |
|  | 12 de julio          | 12 de julio      |           |         | 13 de julio      | 13 de julio      |  |              | 15 de julio | 15 de julio |       |              | 16 de julio  | 16 de julio |  |
|  |                      |                  |           |         |                  |                  |  |              |             |             |       |              |              |             |  |
|  |                      |                  |           |         |                  |                  |  |              |             |             |       |              |              |             |  |
|  | España               | 99               |           |         |                  |                  |  |              |             |             |       |              |              |             |  |
|  | España               | 99               |           |         |                  |                  |  |              |             |             |       |              |              |             |  |
|  | Lituania             | 83               |           |         |                  |                  |  |              |             |             |       |              |              |             |  |
|  | Lituania             | 83               |           | España  | 67               |                  |  |              |             |             |       |              |              |             |  |
|  |                      |                  |           | España  | 67               |                  |  |              |             |             |       |              |              |             |  |
|  |                      |                  | Hungría   | 53      |                  |                  |  |              |             |             |       |              |              |             |  |
|  | Hungría              | 86               | Hungría   | 53      |                  |                  |  |              |             |             |       |              |              |             |  |
|  | Hungría              | 86               |           |         |                  |                  |  |              |             |             |       |              |              |             |  |
|  | Serbia               | 72               |           |         |                  |                  |  |              |             |             |       |              |              |             |  |
|  | Serbia               | 72               |           |         |                  |                  |  | España       | 67          |             |       |              |              |             |  |
|  |                      |                  |           |         |                  |                  |  | España       | 67          |             |       |              |              |             |  |
|  |                      |                  | Rusia     | 55      |                  |                  |  |              |             |             |       |              |              |             |  |
|  | Portugal             | 42               | Rusia     | 55      |                  |                  |  |              |             |             |       |              |              |             |  |
|  | Portugal             | 42               |           |         |                  |                  |  |              |             |             |       |              |              |             |  |
|  | Bélgica              | 67               |           |         |                  |                  |  |              |             |             |       |              |              |             |  |
|  | Bélgica              | 67               |           | Bélgica | 49               |                  |  |              |             |             |       |              |              |             |  |
|  |                      |                  |           | Bélgica | 49               |                  |  |              |             |             |       |              |              |             |  |
|  |                      |                  | Rusia     | 56      |                  |                  |  |              |             |             |       |              |              |             |  |
|  | Rusia                | 91               | Rusia     | 56      |                  |                  |  |              |             |             |       |              |              |             |  |
|  | Rusia                | 91               |           |         |                  |                  |  |              |             |             |       |              |              |             |  |
|  | Bosnia y Herzegovina | 65               |           |         |                  |                  |  |              |             |             |       |              |              |             |  |
|  | Bosnia y Herzegovina | 65               |           |         |                  |                  |  |              |             |             |       | España       | 73           |             |  |
|  |                      |                  |           |         |                  |                  |  |              |             |             |       | España       | 73           |             |  |
|  |                      |                  | Eslovenia | 63      |                  |                  |  |              |             |             |       |              |              |             |  |
|  | Polonia              | 39               | Eslovenia | 63      |                  |                  |  |              |             |             |       |              |              |             |  |
|  | Polonia              | 39               |           |         |                  |                  |  |              |             |             |       |              |              |             |  |
|  | Letonia              | 66               |           |         |                  |                  |  |              |             |             |       |              |              |             |  |
|  | Letonia              | 66               |           | Letonia | 61               |                  |  |              |             |             |       |              |              |             |  |
|  |                      |                  |           | Letonia | 61               |                  |  |              |             |             |       |              |              |             |  |
|  |                      |                  | Eslovenia | 64      |                  |                  |  |              |             |             |       |              |              |             |  |
|  | Eslovenia            | 80               | Eslovenia | 64      |                  |                  |  |              |             |             |       |              |              |             |  |
|  | Eslovenia            | 80               |           |         |                  |                  |  |              |             |             |       |              |              |             |  |
|  | Turquía              | 65               |           |         |                  |                  |  |              |             |             |       |              |              |             |  |
|  | Turquía              | 65               |           |         |                  |                  |  | Eslovenia TE | 81          |             |       |              |              |             |  |
|  |                      |                  |           |         |                  |                  |  | Eslovenia TE | 81          |             |       |              |              |             |  |
|  |                      |                  | Francia   | 75      |                  |                  |  |              |             |             |       |              |              |             |  |
|  | Italia               | 69               | Francia   | 75      |                  |                  |  |              |             |             |       |              |              |             |  |
|  | Italia               | 69               |           |         |                  |                  |  |              |             |             |       |              |              |             |  |
|  | Suecia               | 46               |           |         |                  |                  |  |              |             |             |       |              |              |             |  |
|  | Suecia               | 46               |           | Italia  | 61               |                  |  |              |             |             |       | Tercer lugar | Tercer lugar |             |  |
|  |                      |                  |           | Italia  | 61               |                  |  |              |             |             |       | Tercer lugar | Tercer lugar |             |  |
|  |                      |                  | Francia   | 77      |                  |                  |  |              |             |             |       |              |              |             |  |
|  | Países Bajos         | 63               | Francia   | 77      |                  |                  |  |              |             |             | Rusia | 80           |              |             |  |
|  | Países Bajos         | 63               |           |         |                  |                  |  |              |             |             | Rusia | 80           |              |             |  |
|  | Francia              | 74               |           |         |                  |                  |  |              |             |             |       |              | Francia      | 59          |  |
|  | Francia              | 74               |           |         |                  |                  |  |              |             |             |       |              | Francia      | 59          |  |
|  |                      |                  |           |         |                  |                  |  |              |             |             |       |              |              |             |  |

#### Octavos de final
| 12 de julio | Polonia                                                                              | 39–66                             | Letonia                                                                 | Matosinhos |  |
| 14:00       | Parciales: 5–25, 9–18, 19–15, 6–8                                                    | Parciales: 5–25, 9–18, 19–15, 6–8 | Parciales: 5–25, 9–18, 19–15, 6–8                                       | |  |
|             | Estadísticas Niedźwiedzka 9 Puc 8 K. Niedźwiedzka, Makurat 2 Niedźwiedzka, Malurat 8 | Reporte Pts Reb Asts Val          | Estadísticas 25 D. Strautmane 9 P. Strautmane 4 Kudule 21 D. Strautmane | Pabellón: Pavilhão Municipal de Guifões Asistencia: 200 espectadores Árbitros: Vasiliki Tsaroucha Martynas Gudas Ivana Ivanovic |  |

| 12 de julio | Países Bajos                                                | 63–74                                 | Francia                                                         | Matosinhos |  |
| 14:00       | Parciales: 19–17, 22–16, 10–22, 12–19                       | Parciales: 19–17, 22–16, 10–22, 12–19 | Parciales: 19–17, 22–16, 10–22, 12–19                           | |  |
|             | Estadísticas Boonstra 19 Boonstra 14 Westerik 4 Boonstra 27 | Reporte Pts Reb Asts Val              | Estadísticas 20 Berkani 18 Djaldi-Tabdi 5 Muzet 31 Djaldi-Tabdi | Pabellón: Centro de Desportos e Congressos Asistencia: 100 espectadores Árbitros: Radomir Vojinovic Vincent Delestrée Sarty Nghixulifwa |  |

| 12 de julio | Eslovenia                                                | 80–65                                 | Turquía                                       | Matosinhos |  |
| 16:15       | Parciales: 38–13, 13–13, 15–18, 14–21                    | Parciales: 38–13, 13–13, 15–18, 14–21 | Parciales: 38–13, 13–13, 15–18, 14–21         | |  |
|             | Estadísticas Friškovec 18 Ocvirk 8 Ocvirk 4 Friškovec 24 | Reporte Pts Reb Asts Val              | Estadísticas 16 Uzun 5 Güçlü 4 Uzun 14 Kepenç | Pabellón: Pavilhão Municipal de Guifões Asistencia: 200 espectadores Árbitros: Gentian Cici Samira Barrima Ivan Miličević |  |

| 12 de julio | Italia                                          | 69–46                               | Suecia                                                              | Matosinhos |  |
| 16:15       | Parciales: 21–8, 21–7, 13–21, 14–10             | Parciales: 21–8, 21–7, 13–21, 14–10 | Parciales: 21–8, 21–7, 13–21, 14–10                                 | |  |
|             | Estadísticas Keys 12 Andrè 12 Santucci 8 Pan 19 | Reporte Pts Reb Asts Val            | Estadísticas 24 Camber 13 Stocklassa 4 Bittar 15 Camber, Stocklassa | Pabellón: Centro de Desportos e Congressos Asistencia: 200 espectadores Árbitros: Arnis Ozols Mila Čavara Jelena Tomic |  |

| 12 de julio | España                                                                    | 99–83                                 | Lituania                                                                 | Matosinhos |  |
| 18:30       | Parciales: 27–20, 20–27, 29–13, 23–23                                     | Parciales: 27–20, 20–27, 29–13, 23–23 | Parciales: 27–20, 20–27, 29–13, 23–23                                    | |  |
|             | Estadísticas Salvadores 23 Martiáñez, Araújo 7 Raventós, Conde 6 Conde 26 | Reporte Pts Reb Asts Val              | Estadísticas 19 Meškonytė 6 Meškonytė, Juškaitė 7 Šegždaitė 21 Šegždaitė | Pabellón: Pavilhão Municipal de Guifões Asistencia: 30 espectadores Árbitros: Michał Proc Igor Demenkov Nuno Monteiro |  |

| 12 de julio | Rusia                                                                    | 91–65                                 | Bosnia y Herzegovina                                                        | Matosinhos                                                                                                  |  |
| 18:30       | Parciales: 24–13, 22–19, 19–14, 26–19                                    | Parciales: 24–13, 22–19, 19–14, 26–19 | Parciales: 24–13, 22–19, 19–14, 26–19                                       | |  |
|             | Estadísticas Shabanova 21 Shabanova 13 Abaidullina, Kozik 5 Shabanova 35 | Reporte Pts Reb Asts Val              | Estadísticas 17 Mišeljić 8 Brčaninović 6 Mišeljić, Kovačević 13 Brčaninović | Pabellón: Centro de Desportos e Congressos Árbitros: Tomas Jasevicius Maka Kupatadze Anthonie Sinterniklaas |  |

| 12 de julio | Portugal                                                | 42–67                                | Bélgica                                                                  | Matosinhos |  |
| 20:45       | Parciales: 11–17, 7–10, 11–20, 13–20                    | Parciales: 11–17, 7–10, 11–20, 13–20 | Parciales: 11–17, 7–10, 11–20, 13–20                                     | |  |
|             | Estadísticas Gonçalves 15 Costa 7 Bernardeco 4 Costa 11 | Reporte Pts Reb Asts Val             | Estadísticas 23 Résimont 16 Mununga 5 Henket, Borlee 24 Résimont, Henket | Pabellón: Centro de Desportos e Congressos Asistencia: 500 espectadores Árbitros: Francisco Araña Tamás Földhazi Viola Györgyi |  |

| 12 de julio | Hungría                                                        | 86–72                                 | Serbia                                                   | Matosinhos |  |
| 20:45       | Parciales: 16–10, 16–21, 23–15, 31–26                          | Parciales: 16–10, 16–21, 23–15, 31–26 | Parciales: 16–10, 16–21, 23–15, 31–26                    | |  |
|             | Estadísticas Studer 24 Torok, Studer 6 Aho, Studer 8 Studer 30 | Reporte Pts Reb Asts Val              | Estadísticas 21 Nogić 10 Đorđević 4 Katanić 22 Bogićević | Pabellón: Pavilhão Municipal de Guifões Asistencia: 30 espectadores Árbitros: Özlem Yalman Sergey Mikhaylov Marko Vuckovic |  |

### Cuadro por el 9.º-16.º lugar
|  | Partido 13.er lugar  | Partido 13.er lugar |             |          | Semifinales 13.er-16.º | Semifinales 13.er-16.º |             |             | Cuartos de final 9.º-16.º | Cuartos de final 9.º-16.º |         |        | Semifinales 9.º-12.º | Semifinales 9.º-12.º |  |  | Partido 9.º. lugar | Partido 9.º. lugar |
|  |                      |                     |             |          |                        |                        |             |             |                           |                           |         |        |                      |                      |  |  |                    |                    |
|  |                      |                     |             |          |                        |                        |             |             | 13 de julio               |                           |         |        |                      |                      |  |  |                    |                    |
|  |                      |                     |             |          |                        |                        |             |             |                           |                           |         |        |                      |                      |  |  |                    |                    |
|  | 16 de julio          | 16 de julio         |             |          | 15 de julio            | 15 de julio            |             |             | Lituania                  | 73                        |         |        | 15 de julio          | 15 de julio          |  |  | 16 de julio        | 16 de julio        |
|  | 16 de julio          | 16 de julio         |             |          | 15 de julio            | 15 de julio            |             |             | Lituania                  | 73                        |         |        | 15 de julio          | 15 de julio          |  |  | 16 de julio        | 16 de julio        |
|  | 16 de julio          | 16 de julio         |             |          | 15 de julio            | 15 de julio            | Serbia      | 79          |                           |                           |         |        | 15 de julio          | 15 de julio          |  |  | 16 de julio        | 16 de julio        |
|  | 16 de julio          | 16 de julio         |             | Lituania | 80                     |                        | Serbia      | 79          |                           |                           |         | Serbia | 71                   |                      |  |  | 16 de julio        | 16 de julio        |
|  | 16 de julio          | 16 de julio         | 13 de julio | Lituania | 80                     |                        |             |             |                           |                           |         | Serbia | 71                   |                      |  |  | 16 de julio        | 16 de julio        |
|  | 16 de julio          | 16 de julio         |             |          | Bosnia y Herzegovina   | 77                     |             |             | Portugal                  | 62                        |         |        |                      |                      |  |  | 16 de julio        | 16 de julio        |
|  | 16 de julio          | 16 de julio         | Portugal TE | 80       | Bosnia y Herzegovina   | 77                     |             |             | Portugal                  | 62                        |         |        |                      |                      |  |  | 16 de julio        | 16 de julio        |
|  | 16 de julio          | 16 de julio         | Portugal TE | 80       |                        |                        |             |             |                           |                           |         |        |                      |                      |  |  | 16 de julio        | 16 de julio        |
|  | 16 de julio          | 16 de julio         |             |          | Bosnia y Herzegovina   | 77                     |             |             |                           |                           |         |        |                      |                      |  |  | 16 de julio        | 16 de julio        |
|  | Lituania             | 56                  |             |          | Bosnia y Herzegovina   | 77                     | Serbia      | 67          |                           |                           |         |        |                      |                      |  |  |                    |                    |
|  | Lituania             | 56                  | 13 de julio |          |                        |                        | Serbia      | 67          |                           |                           |         |        |                      |                      |  |  |                    |                    |
|  | Países Bajos         | 74                  |             |          | Polonia                | 59                     |             |             |                           |                           |         |        |                      |                      |  |  |                    |                    |
|  | Países Bajos         | 74                  | Polonia     | 77       | Polonia                | 59                     |             |             |                           |                           |         |        |                      |                      |  |  |                    |                    |
|  |                      |                     | Polonia     | 77       | 15 de julio            | 15 de julio            | 15 de julio | 15 de julio |                           |                           |         |        |                      |                      |  |  |                    |                    |
|  |                      |                     | Turquía     | 68       | 15 de julio            | 15 de julio            | 15 de julio | 15 de julio |                           |                           |         |        |                      |                      |  |  |                    |                    |
|  | Partido 15.º lugar   | Partido 15.º lugar  | Turquía     | 68       | Turquía                | 72                     |             |             |                           |                           | Polonia | 57     | Partido 11.º lugar   | Partido 11.º lugar   |  |  |                    |                    |
|  | Partido 15.º lugar   | Partido 15.º lugar  | 13 de julio |          | Turquía                | 72                     |             |             |                           |                           | Polonia | 57     | Partido 11.º lugar   | Partido 11.º lugar   |  |  |                    |                    |
|  | 16 de julio          | 16 de julio         |             |          | Países Bajos TE        | 80                     |             |             | Suecia                    | 36                        |         |        | 16 de julio          | 16 de julio          |  |  |                    |                    |
|  | Bosnia y Herzegovina | 70                  | Suecia      | 54       | Países Bajos TE        | 80                     | Portugal    | 48          | Suecia                    | 36                        |         |        |                      |                      |  |  |                    |                    |
|  | Bosnia y Herzegovina | 70                  | Suecia      | 54       |                        |                        | Portugal    | 48          |                           |                           |         |        |                      |                      |  |  |                    |                    |
|  | Turquía              | 81                  |             |          | Países Bajos           | 53                     |             |             | Suecia                    | 52                        |         |        |                      |                      |  |  |                    |                    |

#### Cuartos de final del 9º–16º lugar
| 13 de julio | Polonia                                                      | 77–68                                | Turquía                                      | Matosinhos |  |
| 14:00       | Parciales: 10–27, 11–16, 25–8, 31–17                         | Parciales: 10–27, 11–16, 25–8, 31–17 | Parciales: 10–27, 11–16, 25–8, 31–17         | |  |
|             | Estadísticas Makurat 19 Puc 10 Niemojewska, Makurat 5 Puc 23 | Reporte Pts Reb Asts Val             | Estadísticas 19 Uzun 10 Güçlü 5 Uzun 15 Uzun | Pabellón: Pavilhão Municipal de Guifões Asistencia: 200 espectadores Árbitros: Francisco Araña Tamás Földhazi Ivan Miličević |  |

| 13 de julio | Suecia                                                          | 54–53                                | Países Bajos                                                        | Matosinhos |  |
| 16:15       | Parciales: 13–10, 10–15, 23–10, 8–18                            | Parciales: 13–10, 10–15, 23–10, 8–18 | Parciales: 13–10, 10–15, 23–10, 8–18                                | |  |
|             | Estadísticas Stocklassa 15 Wadling 12 Hägg, Bittar 4 Wadling 13 | Reporte Pts Reb Asts Val             | Estadísticas 19 Westerik 13 Boonstra 4 Kuijt, Driessen 17 van Schie | Pabellón: Pavilhão Municipal de Guifões Asistencia: 300 espectadores Árbitros: Tomas Jasevičius Mila Čavara Ivana Ivanovic |  |

| 13 de julio | Lituania                                                     | 73–79                                 | Serbia                                               | Matosinhos |  |
| 18:30       | Parciales: 25–19, 15–20, 18–18, 15–22                        | Parciales: 25–19, 15–20, 18–18, 15–22 | Parciales: 25–19, 15–20, 18–18, 15–22                | |  |
|             | Estadísticas Juškaitė 21 Meškonytė 12 Juškaitė 4 Juškaitė 26 | Reporte Pts Reb Asts Val              | Estadísticas 33 Nogić 17 Đorđević 6 Katanić 31 Nogić | Pabellón: Pavilhão Municipal de Guifões Asistencia: 50 espectadores Árbitros: Gentian Cici Igor Demenkov Sarty Nghixulifwa |  |

| 13 de julio | Portugal                                                            | TE 80–77                             | Bosnia y Herzegovina                                                | Matosinhos |  |
| 20:45       | Parciales: 21–19, 19–19, 9–14, 18–15                                | Parciales: 21–19, 19–19, 9–14, 18–15 | Parciales: 21–19, 19–19, 9–14, 18–15                                | |  |
|             | Estadísticas Goçalves 25 tres jugadoras 5 Rodrigues 12 Rodrigues 27 | Reporte Pts Reb Asts Val             | Estadísticas 36 Brčaninović 9 Marković 8 Brčaninović 29 Brčaninović | Pabellón: Pavilhão Municipal de Guifões Asistencia: 500 espectadores Árbitros: Özlem Yalman Vincent Delestrée Sergey Mikhaylov |  |

#### Semifinales del 13º–16º lugar
| 15 de julio | Lituania                                                    | 80–77                                 | Bosnia y Herzegovina                                              | Matosinhos |  |
| 14:00       | Parciales: 21–20, 16–20, 18–21, 25–16                       | Parciales: 21–20, 16–20, 18–21, 25–16 | Parciales: 21–20, 16–20, 18–21, 25–16                             | |  |
|             | Estadísticas Juškaitė 25 Juškaitė 13 Juškaitė 7 Juškaitė 38 | Reporte Pts Reb Asts Val              | Estadísticas 19 Marković 12 Marković 5 tres jugadoras 25 Marković | Pabellón: Pavilhão Municipal de Guifões Asistencia: 200 espectadores Árbitros: Francisco Araña Vincent Delestrée Maka Kupatadze |  |

| 15 de julio | Turquía                                           | 72–80 TE                                          | Países Bajos                                               | Matosinhos |  |
| 16:15       | Parciales: 21–18, 9–15, 17–19, 22–17 (T.E.: 3–11) | Parciales: 21–18, 9–15, 17–19, 22–17 (T.E.: 3–11) | Parciales: 21–18, 9–15, 17–19, 22–17 (T.E.: 3–11)          | |  |
|             | Estadísticas Güçlü 16 Güçlü 7 Yaya 6 Kepenç 17    | Reporte Pts Reb Asts Val                          | Estadísticas 27 Boonstra 16 Boonstra 6 Hordijk 36 Boonstra | Pabellón: Pavilhão Municipal de Guifões Asistencia: 500 espectadores Árbitros: Marko Vuckovic Ivana Ivanovic Jelena Tomic |  |

#### Semifinales del 9º–12º lugar
| 15 de julio | Serbia                                                   | 71–62                                 | Portugal                                                   | Matosinhos |  |
| 18:30       | Parciales: 12–14, 19–13, 18–15, 22–20                    | Parciales: 12–14, 19–13, 18–15, 22–20 | Parciales: 12–14, 19–13, 18–15, 22–20                      | |  |
|             | Estadísticas Katanić 22 Đorđević 14 Katanić 7 Katanić 25 | Reporte Pts Reb Asts Val              | Estadísticas 18 Gonçalves 8 Gonçalves 4 Rodrigues 15 Silva | Pabellón: Pavilhão Municipal de Guifões Asistencia: 450 espectadores Árbitros: Vasiliki Tsaroucha Tamás Földhazi Martynas Gudas |  |

| 15 de julio | Polonia                                            | 57–35                               | Suecia                                                                           | Matosinhos |  |
| 20:45       | Parciales: 11–12, 16–4, 12–7, 18–12                | Parciales: 11–12, 16–4, 12–7, 18–12 | Parciales: 11–12, 16–4, 12–7, 18–12                                              | |  |
|             | Estadísticas Szloser 10 Puc 9 Niemojewska 4 Puc 13 | Reporte Pts Reb Asts Val            | Estadísticas 10 Stocklassa 6 Camber, Stocklassa 3 Friberg 10 Friberg, Stocklassa | Pabellón: Pavilhão Municipal de Guifões Asistencia: 30 espectadores Árbitros: Ivan Miličević Sarty Nghixulifwa Anthonie Sinterniklaas |  |

#### Partido por el 15º lugar
| 16 de julio | Bosnia y Herzegovina                                                 | 70–81                                 | Turquía                                       | Matosinhos |  |
| 11:00       | Parciales: 16–22, 21–11, 19–27, 14–21                                | Parciales: 16–22, 21–11, 19–27, 14–21 | Parciales: 16–22, 21–11, 19–27, 14–21         | |  |
|             | Estadísticas Mišeljić 36 Azinović, Markovic 6 Azinović 4 Mišeljić 35 | Reporte Pts Reb Asts Val              | Estadísticas 34 Uzun 13 Güner 9 Uzun 41 Güner | Pabellón: Pavilhão Municipal de Guifões Asistencia: 150 espectadores Árbitros: Anthonie Sinterniklaas Tamás Földhazi Sergey Mikhaylov |  |

#### Partido por el 13º lugar
| 16 de julio | Lituania                                                   | 56–74                                | Países Bajos                                                 | Matosinhos |  |
| 13:00       | Parciales: 14–25, 9–17, 20–18, 13–14                       | Parciales: 14–25, 9–17, 20–18, 13–14 | Parciales: 14–25, 9–17, 20–18, 13–14                         | |  |
|             | Estadísticas Juškaitė 17 Juškaitė 9 Knyzaitė 4 Knyzaitė 18 | Reporte Pts Reb Asts Val             | Estadísticas 26 Kuijt 17 Boonstra 7 Kuijt, Boonstra 34 Kuijt | Pabellón: Pavilhão Municipal de Guifões Asistencia: 20 espectadores Árbitros: Gentian Cici Sarty Nghixulifwa Radomir Vojinović |  |

#### Partido por el 11º lugar
| 16 de julio | Portugal                                                                   | 48–52                               | Suecia                                                     | Matosinhos |  |
| 13:15       | Parciales: 12–15, 16–8, 11–13, 9–16                                        | Parciales: 12–15, 16–8, 11–13, 9–16 | Parciales: 12–15, 16–8, 11–13, 9–16                        | |  |
|             | Estadísticas Gonçalves 11 tres jugadoras 6 Rodrigues 5 Rodrigues, Jesus 12 | Reporte Pts Reb Asts Val            | Estadísticas 14 Stocklassa 7 Bittar 4 Camber 21 Stocklassa | Pabellón: Pavilhão Municipal de Guifões Asistencia: 500 espectadores Árbitros: Arnis Ozols Mila Čavara Viola Györgyi |  |

#### Partido por el 9º lugar
| 16 de julio | Serbia                                             | 67–59                                 | Polonia                                         | Matosinhos |  |
| 15:15       | Parciales: 11–17, 21–10, 12–14, 23–18              | Parciales: 11–17, 21–10, 12–14, 23–18 | Parciales: 11–17, 21–10, 12–14, 23–18           | |  |
|             | Estadísticas Nogić 23 Bogićević 7 Nogić 7 Nogić 25 | Reporte Pts Reb Asts Val              | Estadísticas 20 Puc 12 Puc 6 Niemojewska 25 Puc | Pabellón: Pavilhão Municipal de Guifões Asistencia: 120 espectadores Árbitros: Vincent Delestrée Samira Barrima Igor Demenkov |  |

### Cuadro por el 5º-8º lugar
|  | Semifinales 5º-8º | Semifinales 5º-8º |        |         | Partido 5º lugar | Partido 5º lugar |  |
|  | 15 de julio       | 15 de julio       |        |         | 16 de julio      | 16 de julio      |  |
|  |                   |                   |        |         |                  |                  |  |
|  |                   |                   |        |         |                  |                  |  |
|  | Hungría           | 87                |        |         |                  |                  |  |
|  | Hungría           | 87                |        |         |                  |                  |  |
|  | Bélgica           | 66                |        |         |                  |                  |  |
|  | Bélgica           | 66                |        | Hungría | 78               |                  |  |
|  |                   |                   |        | Hungría | 78               |                  |  |
|  |                   |                   | Italia | 73      |                  |                  |  |
|  | Letonia           | 87                | Italia | 73      |                  |                  |  |
|  | Letonia           | 87                |        |         |                  |                  |  |
|  | Italia TE         | 89                |        |         | Partido 7º lugar | Partido 7º lugar |  |
|  | Italia TE         | 89                |        |         | Partido 7º lugar | Partido 7º lugar |  |
|  |                   |                   |        |         |                  |                  |  |
|  |                   |                   |        |         | Bélgica          | 72               |  |
|  |                   |                   |        |         | Bélgica          | 72               |  |
|  |                   |                   |        |         | Letonia          | 52               |  |
|  |                   |                   |        |         | Letonia          | 52               |  |
|  |                   |                   |        |         |                  |                  |  |

#### Semifinales del 5º–8º lugar
| 15 de julio | Hungría                                       | 87–66                                 | Bélgica                                                            | Matosinhos                                                                                            |  |
| 14:00       | Parciales: 21–13, 24–22, 23–15, 19–16         | Parciales: 21–13, 24–22, 23–15, 19–16 | Parciales: 21–13, 24–22, 23–15, 19–16                              | |  |
|             | Estadísticas Aho 17 Torok 9 Studer 6 Torok 30 | Reporte Pts Reb Asts Val              | Estadísticas 12 Résimont 8 Mununga 5 Henket 11 Ramette, O'Sullivan | Pabellón: Centro de Desportos e Congressos Árbitros: Tomas Jasevičius Samira Barrima Sergey Mikhaylov |  |

| 15 de julio | Letonia                                                                  | 87–89 TE                                                  | Italia                                                    | Matosinhos |  |
| 16:15       | Parciales: 18–15, 20–15, 12–23, 18–15 (T.E.: 11–11, 8–10)                | Parciales: 18–15, 20–15, 12–23, 18–15 (T.E.: 11–11, 8–10) | Parciales: 18–15, 20–15, 12–23, 18–15 (T.E.: 11–11, 8–10) | |  |
|             | Estadísticas D. Strautmane 29 D. Strautmane 15 Kudule 9 D. Strautmane 37 | Reporte Pts Reb Asts Val                                  | Estadísticas 26 Ciavarella 20 Andrè 6 Gianolla 24 Andrè   | Pabellón: Centro de Desportos e Congressos Asistencia: 250 espectadores Árbitros: Özlem Yalman Mila Čavara Igor Demenkov |  |

#### Partido por el 7º lugar
| 16 de julio | Bélgica                                                | 72–52                                | Letonia                                                                         | Matosinhos |  |
| 15:30       | Parciales: 24–17, 13–16, 18–3, 17–16                   | Parciales: 24–17, 13–16, 18–3, 17–16 | Parciales: 24–17, 13–16, 18–3, 17–16                                            | |  |
|             | Estadísticas Mununga 19 Geldof 17 Ramette 8 Mununga 25 | Reporte Pts Reb Asts Val             | Estadísticas 13 P. Strautmane 7 P. Strautmane 2 tres jugadoras 15 P. Strautmane | Pabellón: Centro de Desportos e Congressos Asistencia: 100 espectadores Árbitros: Michał Proc Martynas Gudas Maka Kupatadze |  |

#### Partido por el 5º lugar
| 16 de julio | Hungría                                           | 78–73                                 | Italia                                             | Matosinhos |  |
| 17:45       | Parciales: 19–15, 12–21, 22–14, 25–23             | Parciales: 19–15, 12–21, 22–14, 25–23 | Parciales: 19–15, 12–21, 22–14, 25–23              | |  |
|             | Estadísticas Dubei 23 Dubei 10 Studer 11 Dubei 24 | Reporte Pts Reb Asts Val              | Estadísticas 21 Santucci 11 Andrè 5 Porcu 20 Andrè | Pabellón: Centro de Desportos e Congressos Asistencia: 50 espectadores Árbitros: Marko Vuckovic Ivana Ivanovic Nuno Monteiro |  |

### Fase final

#### Cuartos de final
| 13 de julio | Italia                                         | 61–77                                | Francia                                                 | Matosinhos |  |
| 14:00       | Parciales: 19–32, 19–12, 15–21, 8–12           | Parciales: 19–32, 19–12, 15–21, 8–12 | Parciales: 19–32, 19–12, 15–21, 8–12                    | |  |
|             | Estadísticas Andrè 19 Keys 15 Porcu 6 Andrè 22 | Reporte Pts Reb Asts Val             | Estadísticas 24 Bankole 13 Bankole 8 Berkani 25 Bankole | Pabellón: Centro de Desportos e Congressos Asistencia: 100 espectadores Árbitros: Michał Proc Samira Barrima Martynas Gudas |  |

| 13 de julio | Letonia                                                 | 61–64                                | Eslovenia                                                           | Matosinhos |  |
| 16:15       | Parciales: 20–13, 18–15, 14–25, 9–11                    | Parciales: 20–13, 18–15, 14–25, 9–11 | Parciales: 20–13, 18–15, 14–25, 9–11                                | |  |
|             | Estadísticas Grabe 18 D. Strautmane 11 Grabe 5 Grabe 16 | Reporte Pts Reb Asts Val             | Estadísticas 19 Friškovec 8 Seničar, Prezelj 4 Prezelj 17 Friškovec | Pabellón: Centro de Desportos e Congressos Asistencia: 100 espectadores Árbitros: Radomir Vojinovic Viola Györgyi Anthonie Sinterniklaas |  |

| 13 de julio | España                                                  | 67–53                                | Hungría                                            | Matosinhos |  |
| 18:30       | Parciales: 18–14, 20–20, 19–5, 10–14                    | Parciales: 18–14, 20–20, 19–5, 10–14 | Parciales: 18–14, 20–20, 19–5, 10–14               | |  |
|             | Estadísticas Araújo 21 Araújo 11 Salvadores 5 Araújo 32 | Reporte Pts Reb Asts Val             | Estadísticas 18 Studer 11 Torok 5 Studer 14 Studer | Pabellón: Centro de Desportos e Congressos Asistencia: 100 espectadores Árbitros: Vasiliki Tsarouchaz Maka Kupatadze Marko Vuckovic |  |

| 13 de julio | Bélgica                                                | 49–56                                | Rusia                                                                      | Matosinhos |  |
| 20:45       | Parciales: 9–23, 14–10, 13–13, 13–10                   | Parciales: 9–23, 14–10, 13–13, 13–10 | Parciales: 9–23, 14–10, 13–13, 13–10                                       | |  |
|             | Estadísticas Résimont 16 Henket 11 Ramette 7 Henket 14 | Reporte Pts Reb Asts Val             | Estadísticas 13 Shabanova 7 Abaidullina, Shabanova 5 Buroyava 13 Shabanova | Pabellón: Centro de Desportos e Congressos Asistencia: 50 espectadores Árbitros: Arnis Ozols Nuno Monteiro Jelena Tomic |  |

#### Semifinales
| 15 de julio | España                                           | 67–55                                 | Rusia                                                 | Matosinhos |  |
| 18:30       | Parciales: 12–14, 26–13, 14–10, 15–18            | Parciales: 12–14, 26–13, 14–10, 15–18 | Parciales: 12–14, 26–13, 14–10, 15–18                 | |  |
|             | Estadísticas Conde 15 López 9 Araújo 3 Araújo 18 | Reporte Pts Reb Asts Val              | Estadísticas 17 Kozik 9 Shabanova 7 Burovaya 18 Kozik | Pabellón: Centro de Desportos e Congressos Asistencia: 300 espectadores Árbitros: Gentian Cici Viola Györgyi Michał Proc |  |

| 15 de julio | Eslovenia                                                             | TE 81–75                                           | Francia                                                         | Matosinhos |  |
| 20:45       | Parciales: 11–20, 19–12, 18–19, 19–16 (T.E.: 14–8)                    | Parciales: 11–20, 19–12, 18–19, 19–16 (T.E.: 14–8) | Parciales: 11–20, 19–12, 18–19, 19–16 (T.E.: 14–8)              | |  |
|             | Estadísticas Kroselj 22 Ocvirk 10 tres jugadoras 4 Kroselj, Ocvirk 19 | Reporte Pts Reb Asts Val                           | Estadísticas 23 Bankole 14 Djaldi-Tabdi 6 Muzet 29 Djaldi-Tabdi | Pabellón: Centro de Desportos e Congressos Asistencia: 400 espectadores Árbitros: Arnis Ozols Nuno Monteiro Radomir Vojinovic |  |

#### Partido por la medalla de bronce
| 16 de julio | Rusia                                                           | 80–59                                 | Francia                                                      | Matosinhos |  |
| 17:30       | Parciales: 11–18, 26–16, 27–11, 16–14                           | Parciales: 11–18, 26–16, 27–11, 16–14 | Parciales: 11–18, 26–16, 27–11, 16–14                        | |  |
|             | Estadísticas Kozik 18 Glonti, Abaidullina 6 Burovaya 9 Kozik 22 | Reporte Pts Reb Asts Val              | Estadísticas 17 Bankole 11 Bankole 4 Bankole 23 Djaldi-Tabdi | Pabellón: Centro de Desportos e Congressos Asistencia: 500 espectadores Árbitros: Francisco Araña Ivan Miličević Jelena Tomic |  |

#### Final
| 16 de julio | España                                                   | 73–63                                 | Eslovenia                                             | Matosinhos |  |
| 20:45       | Parciales: 20–15, 17–21, 17–11, 19–16                    | Parciales: 20–15, 17–21, 17–11, 19–16 | Parciales: 20–15, 17–21, 17–11, 19–16                 | |  |
|             | Estadísticas Salvadores 19 Araújo 13 Cazorla 6 Araújo 22 | Reporte Pts Reb Asts Val              | Estadísticas 17 Prezelj 11 Ocvirk 9 Krošelj 22 Ocvirk | Pabellón: Centro de Desportos e Congressos Asistencia: 2000 espectadores Árbitros: Tomas Jasevicius Özlem Yalman Vasiliki Tsaroucha |  |

| Bandera de España         |
| Campeón España 7.° título |

## Medallero
| Eslovenia | España | Rusia |
| Larisa Ocvirk Maruša Seničar Annamaria Prezelj Zala Friškovec Aleksandra Krošelj Althea Gwashavanhu Tina Cvijanovič Eva Stefanoski Ana Jakovina Maša Verčič Tea Ramšak | Maite Cazorla Maria Martiáñez Ángela Salvadores Clara Che María Conde Paula Ginzo Marta Hermida Ainhoa López Cecilia Muhate María Araújo Laia Raventós Iho López | Nina Glonti Sabina Abaidullina Anna Burovaya Yulia Kozik Kristina Safonova Evgeniia Frolkina Olga Frolkina Elizaveta Shabanova Sofya Pashigoreva Ekaterina Osipova Anna Arestenok Anna Zdebskaia |

## Clasificación final
– Desciende a la División B.
| Pos.              | Equipo               | Pts | G-P | PF  | PC  | Dif. |
| ----------------- | -------------------- | --- | --- | --- | --- | ---- |
| Medalla de oro    | España               | 14  | 7–0 | 542 | 397 | +145 |
| Medalla de plata  | Eslovenia            | 12  | 5–2 | 493 | 457 | +36  |
| Medalla de bronce | Rusia                | 13  | 6–1 | 524 | 444 | +80  |
| 4º                | Francia              | 11  | 4–3 | 494 | 501 | -7   |
| 5º                | Hungría              | 12  | 5–2 | 542 | 502 | +40  |
| 6º                | Italia               | 12  | 5–2 | 488 | 459 | +29  |
| 7º                | Bélgica              | 10  | 3–4 | 411 | 435 | -24  |
| 8º                | Letonia              | 9   | 2–5 | 466 | 469 | -3   |
| 9º                | Serbia               | 11  | 4–3 | 498 | 493 | +5   |
| 10º               | Polonia              | 11  | 4–3 | 426 | 404 | +22  |
| 11º               | Suecia               | 9   | 2–5 | 334 | 452 | -118 |
| 12º               | Portugal             | 10  | 3–4 | 430 | 462 | -32  |
| 13º               | Países Bajos         | 10  | 3–4 | 497 | 485 | +12  |
| 14º               | Lituania             | 8   | 1–6 | 488 | 548 | -60  |
| 15º               | Turquía              | 9   | 2–5 | 471 | 524 | -53  |
| 16º               | Bosnia y Herzegovina | 7   | 0–7 | 491 | 563 | -72  |

### Premios
| Quinteto ideal                                                              |
| --------------------------------------------------------------------------- |
| María Araújo María Conde Annamaria Prezelj Elizaveta Shabanova Ágnes Studer |
| MVP: María Araújo                                                           |